# Blues Hit Big Town
Blues Hit Big Town è un album raccolta di Junior Wells, pubblicato dalla P-Vine Special Records nel 1976.

## Tracce
Lato A
1. Hoodoo Man – 3:04
2. Cut That Out – 2:49
3. Junior's Wail – 2:53
4. Tomorrow Night – 2:26
5. Ways Like an Eagle – 3:14
6. Eagle Rock – 2:20

Lato B
1. Blues Hit Big Town-Slow – 2:54
2. Lord, Lord (Lawdy! Lawdy!) – 2:38
3. 'Bout the Break of Day – 3:13
4. Please Throw This Poor Dog a Bone – 2:25
5. So All Alone – 3:18
6. Blues Hit Big Town-Fast – 2:37

Edizione CD del 1998, pubblicato dalla Delmark Records
1. Hoodoo Man – 3:04
2. Cut That Out – 2:49
3. Junior's Wail – 2:53 – Brano strumentale
4. Tomorrow Night – 2:26
5. Ways Like an Eagle – 3:14
6. Eagle Rock – 2:20 – Brano strumentale
7. Please Throw This Poor Dog a Bone – 2:27
8. Blues Hit Big Town – 2:54
9. Lord Lord – 2:38
10. 'Bout the Break of Day – 3:13
11. So All Alone – 3:18
12. Can't Find My Baby – 3:12
13. Please Throw This Poor Dog a Bone – 2:25 – Alternate Take
14. Junior's Wail – 3:58 – Alternate Take - Brano strumentale
15. Eagle Rock – 2:23 – Alternate Take - Brano strumentale
16. Lord Lord – 2:39 – Alternate Take
17. Blues Hit Big Town – 2:37 – Alternate Take

- Brani: 1, 2, 3, 4, 5, 6, 14 e 15 registrati nel giugno del 1953
- Brani 7, 12 e 13 registrati nel 1954
- Brani 8, 9, 10, 11, 16 e 17 registrati il 15 aprile del 1954

## Musicisti
Brani LP A1, A2, A3, A4, A5 e A6 / CD 1, 2, 3, 4, 5, 6, 14 e 15
- Junior Wells - voce, armonica
- Elmore James - chitarra (brano: Hoodoo Man)
- Louis Myers - chitarra
- Johnny Jones - pianoforte
- Dave Myers - contrabbasso
- Fred Below - batteria

Brani B1, B2, B3, B5 e B6
- Junior Wells - voce, armonica
- Muddy Waters - chitarra
- Louis Myers - chitarra
- Otis Spann - pianoforte
- Willie Dixon - contrabbasso
- Odie Payne - batteria